# Classe Firefly
Firefly est une classe de locomotives à vapeur anglaises à voie large de type 2-2-2.

## Histoire
Les machines étaient utilisées pour les services de transport de voyageurs par la Great Western Railway et ont été mises en service entre mars 1840 et décembre 1842 et retirées entre décembre 1863 et juillet 1879. 
À la suite du succès des locomotives de la classe Star introduites par Daniel Gooch dans le Great Western Railway, celui-ci s'est mis au travail pour développer une nouvelle classe basée sur la North Star, mais avec des chaudières plus grandes. Le résultat fut la Fire Fly, suivie plus tard par 61 locomotives similaires. 
La Fire Fly originale a couvert les 49,49 km de Twyford à London Paddington en 37 minutes, soit une vitesse moyenne de 80 km/h, vitesse sans précédent en 1840.

## Locomotives
- Acheron (1842–1866)
- Achilles (1841–1867)
- Actaeon (1841–1868)
- Arab (1841–1870)
- Argus (1842–1873)
- Arrow (1841–1864)
- Bellona (1841–1870)
- Castor (1841–1874)
- Centaur (1841–1867)
- Cerebus (1841–1866)
- Charon (1840–1878)
- Cyclops (1840–1865)
- Damon (1842–1870)
- Dart (1841–1870)
- Electra (1842–1867)
- Erebus (1842–1873)
- Falcon (1840–1867)
- Fire Ball (1840–1866)
- Fire Brand (1840–1866)
- Fire Fly (1840–1870)
- Fire King (1840–1875)[1]
- Ganymede (1842–1878)
- Gorgon (1841–1878)
- Greyhound (1841–1866)
- Harpy (1841–1873)
- Hawk (1840–1865)
- Hecate (1841–1867)
- Hector (1841–1866)
- Hydra (1842–1865)
- Ixion (1841–1879)
- Jupiter (1841–1867)
- Leopard (1840–1878)
- Lethe (1842–1878)
- Lucifer (1841–1870)
- Lynx (1840–1870)
- Mars (1841–1868)
- Mazeppa (1841–1868)
- Medea (1842–1873)
- Medusa (1842–1864)
- Mentor (1841–1867)
- Mercury (1841–1865)
- Milo (1841–1866)
- Minos (1841–1870)
- Orion (1842–1867)
- Ostrich (1840–1865)
- Panther (1840–1869)
- Pegasus (1842–1868)
- Phlegethon (1842–1866)
- Phoenix (1842–1870)
- Pluto (1841–1870)
- Pollux (1842–1866)
- Priam (1842–1864)
- Proserpine (1842–1873)
- Saturn (1841–1878)
- Spit Fire (1840–1878)
- Stag (1840–1870)
- Stentor (1842–1867)
- Tiger (1840–1873)
- Venus (1841–1870)
- Vesta (1841–1864)
- Vulture (1840–1870)
- Wild Fire (1840–1867)

## Réplique

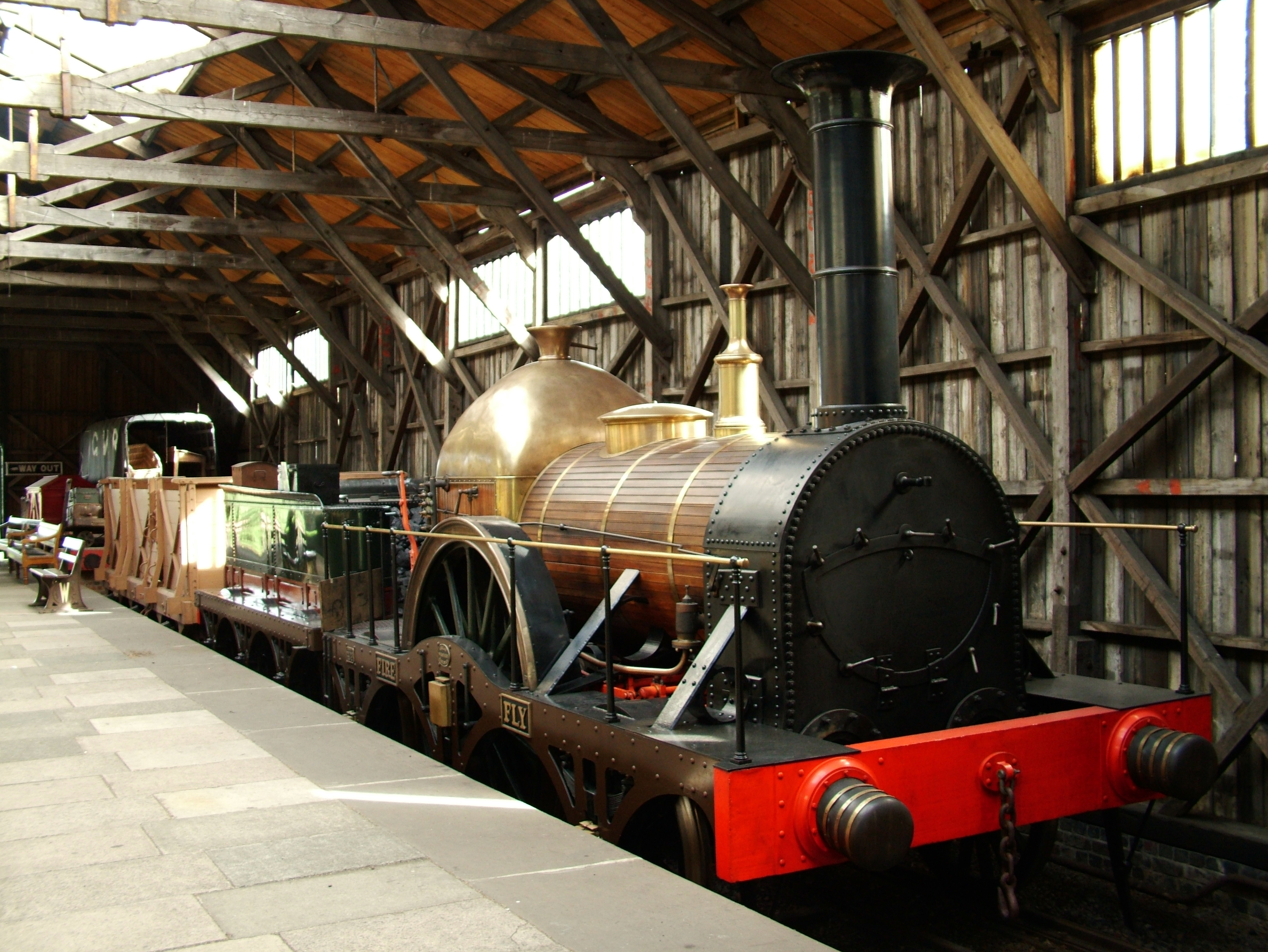
Réplique de GWR Firefly au Didcot Railway Centre.

Une 63e locomotive de la classe, réplique de la Fire Fly originale, a été dévoilée au public en 2005. Elle est conservée au musée ferroviaire Didcot Railway Centre situé à Didcot à l'ouest de Londres où elle circule régulièrement à la vapeur tout au long de l'année.

## Dans les arts

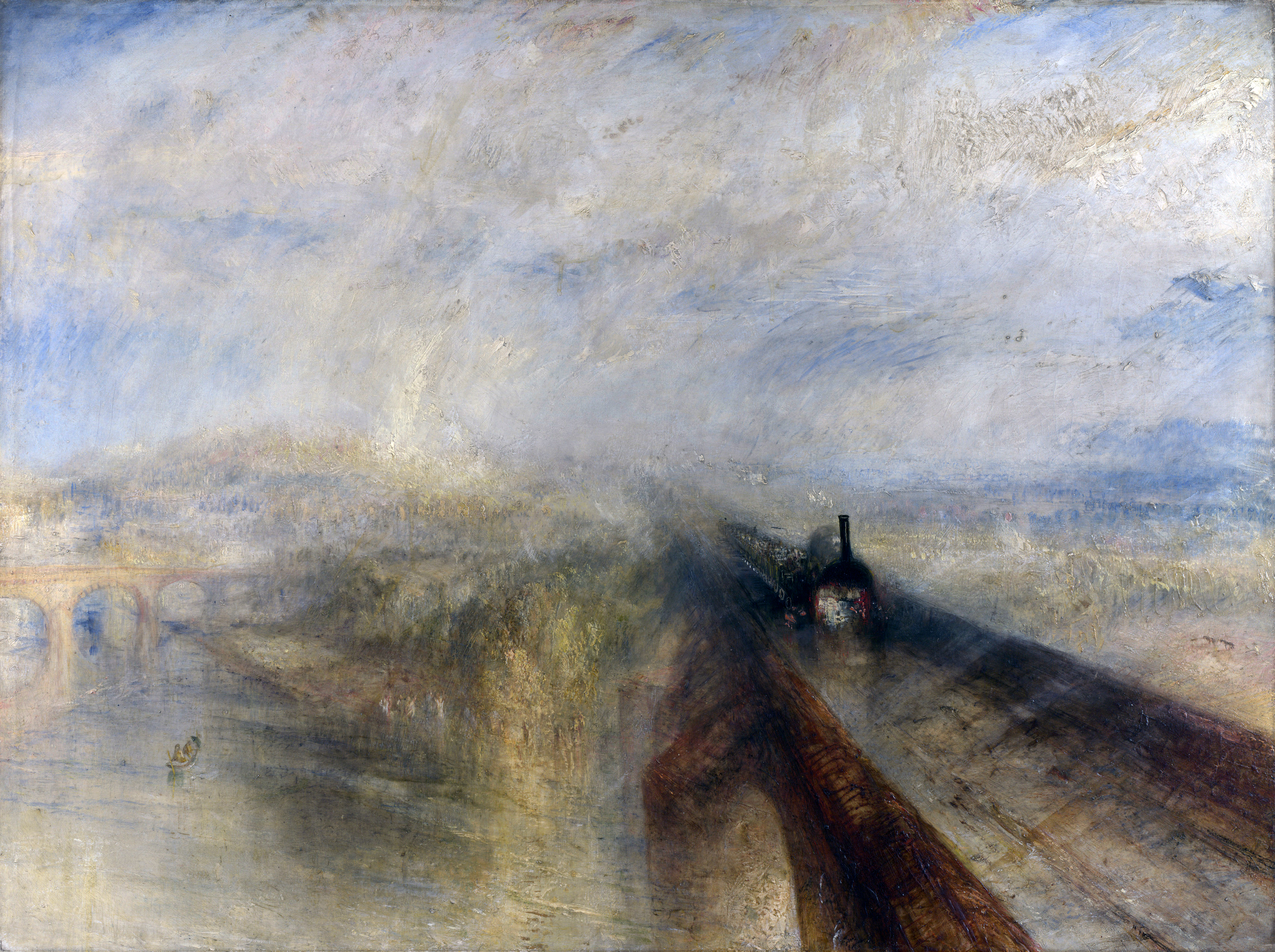
Pluie, Vapeur et Vitesse - Le Grand Chemin de fer de l'Ouest de William Turner (1844).

William Turner a représenté une locomotive de Classe Firefly dans un tableau de 1844, Pluie, Vapeur et Vitesse - Le Grand Chemin de fer de l'Ouest. On y voit la locomotive franchir le pont ferroviaire de Maidenhead.